# Sergio Osmeña Sr.
Sergio Osmeña Sr. é um município de  segunda classe de renda municipal (d) na província Zamboanga do Norte, nas Filipinas. De acordo com o censo de 1 de maio  de  2020 possui uma população de 31 942 pessoas e 6 948 domicílios.